# Sint-Petrus en Pauluskerk (Pulle)

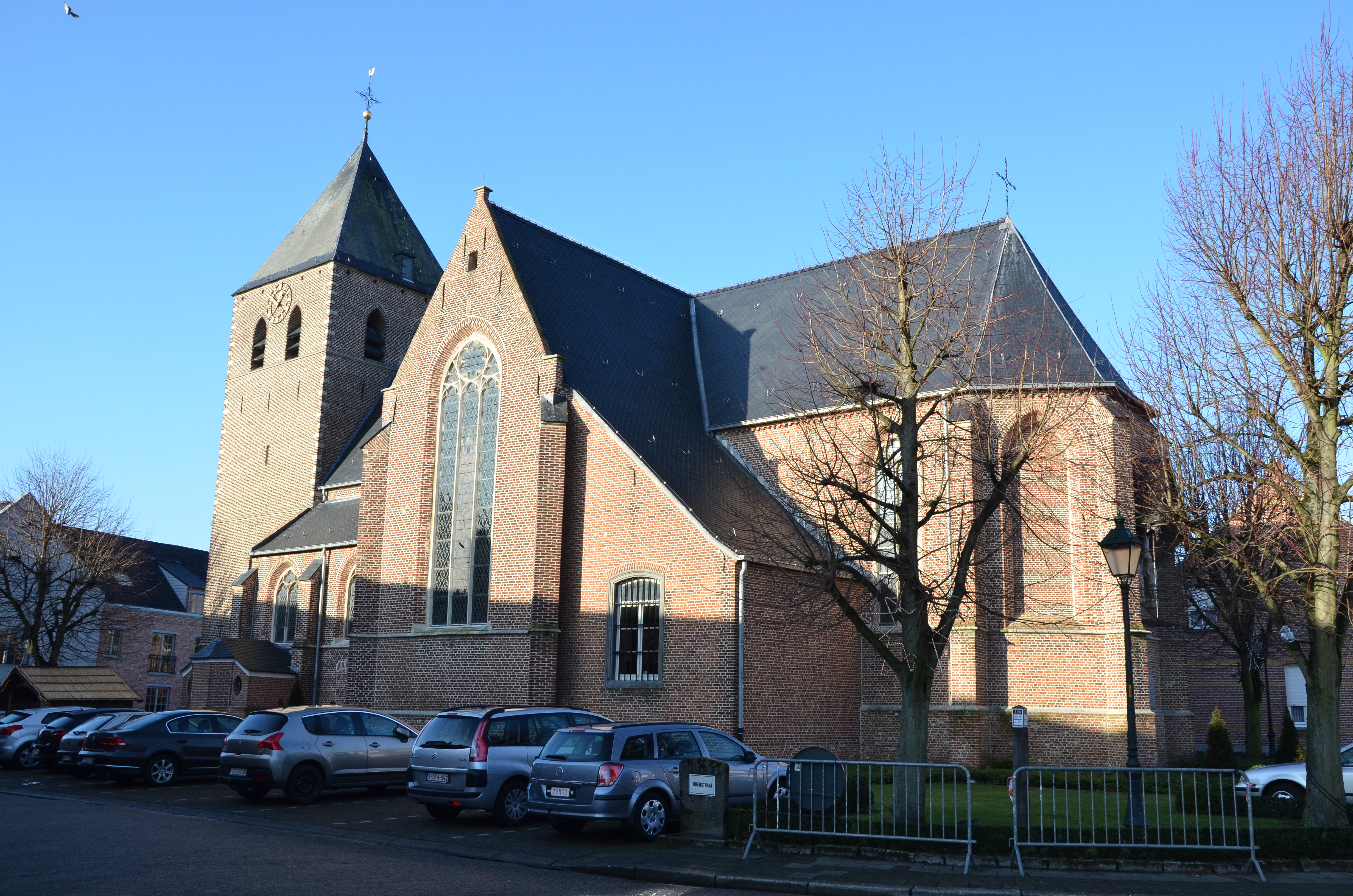
Sint-Petrus en Pauluskerk

De Sint-Petrus en Pauluskerk is de parochiekerk van de tot de Antwerpse gemeente Zandhoven behorende plaats Pulle, gelegen aan de Torenstraat.

## Gebouw
Het betreft een laatgotische bakstenen georiënteerde driebeukige kruiskerk met voorgebouwde westtoren en driezijdig afgesloten koor. De onderbouw van de toren is 15e-eeuws, het koor is van 1646-1649, het schip en transept zijn uit het 3e kwart van de 17e eeuw. Tijdens de eerste helft van de 19e eeuw en ook na 1978 werden restauratiewerkzaamheden uitgevoerd.
De westtoren, die in 1900-1901 werd hersteld onder leiding van Eugeen Gife, heeft vier geledingen en een tentdak.

## Interieur
Het interieur werd, mogelijk in 1826, in neoclassicistische stijl aangepast. In de kerk vindt men schilderijen uit de 16e, 17e en 18e eeuw waaronder een Graflegging van Christus. Ook een beeld van Sint-Rochus is 16e-eeuws. Uit de 17e eeuw dateert het hoofdaltaar. Dit portiekaltaar in barokstijl heeft een schilderij dat de Verrezen Jezus verbeeldt. Ook de biechtstoelen en de preekstoel zijn 17e-eeuws. Een Sint-Luciabeeld en het schilderij De Emmausgangers zijn 18e-eeuws. De orgelkast in barokstijl is mogelijk van 1740.
Van belang is de bronzen hoofdklok, gewijd aan Maria. Deze dateert van 1309 en is waarschijnlijk de oudste klok van West-Europa.